# リュ・ソンヒ
リュ・ソンヒ（류성희、1968年11月13日 - ）は、韓国の映画美術監督・プロダクションデザイナー。2016年公開の韓国映画『お嬢さん』の美術監督を務め、韓国人初のカンヌ国際映画祭バルカン賞（芸術貢献賞）を受賞した。

## 来歴
弘益大学校で陶芸を専攻し、弘益大学校美術大学院産業デザイン学科修了後に陶芸家として活動を開始する。しかし、陶芸という芸術を通じて多くの人とコミュニケーションしたいと思っていたリュは、陶芸展示場を訪れた少数の人としか交流できない陶芸を通じた大衆とのコミュニケーションに限界を感じる。映画制作に興味を持っていたこともあり、映画美術に関する専門的な教育を受けるため、1995年にアメリカン・フィルム・インスティチュート（AFI）に留学。AFIのプロダクションデザイン学を修了する。
帰韓後、ポートフォリオを持って映画制作会社を回るものの、まだ美術監督が専門的な分野として認められていなかった当時の韓国で美術の職を得ることは容易いことではなかった。
そんな中、2001年公開の短編映画『コッソム』で初めて美術として映画制作に携わり、翌2002年公開のリュ・スンワン監督映画『血も涙もなく』で美術監督デビュー。韓国で初めて美術監督という代わりに「プロダクションデザイナー」という名称を使用した。それまで別のチームに分かれることが通例だった美術・小道具・メイク・セットチームを一つに統合し、プロダクションデザイナーとして指揮を取った。
以後も、ポン・ジュノ監督の『殺人の追憶』や『グエムル-漢江の怪物-』、『母なる証明』、パク・チャヌク監督の『オールド・ボーイ』や『サイボーグでも大丈夫』、『渇き』などの作品で美術監督を務め、キャリアを積む。
2016年公開の『お嬢さん』で韓国人初のカンヌ国際映画祭バルカン賞を受賞し、韓国国内でも青龍映画賞美術賞を受賞するなど国内外で多くの美術賞を獲得した（受賞歴参照）。
2018年、アカデミー賞を主幹するアメリカの映画芸術科学アカデミー（AMPAS）会員に招請された。

## 作品

### 美術
- コッソム（朝鮮語版）（2001年）

### 美術監督
- 血も涙もなく（朝鮮語版）（2002年）
- 殺人の追憶（2003年）
- オールド・ボーイ（2003年）
- 美しい夜、残酷な朝（2004年）
- 甘い人生（2005年）
- サイボーグでも大丈夫（2006年）
- グエムル-漢江の怪物-（2006年）
- ヘンゼルとグレーテル（2007年）
- 渇き（2009年）
- 母なる証明（2009年）
- レイトオータム（2010年）
- 高地戦（2011年）
- 弁護人（2013年）
- 国際市場で逢いましょう（2014年）
- 暗殺（2015年）
- お嬢さん（2016年）
- わが国の語音（朝鮮語版）（2019年）

## 受賞歴
- 2003年度
  - 今年の女性映画人賞：技術賞（『殺人の追憶』）
- 2011年度
  - 第20回釜日映画賞：美術賞（『高地戦』）[6]
  - 第32回青龍映画賞：美術賞（『高地戦』）[7]
  - 第12回釜山映画評論家協会賞：美術部門 技術賞（『高地戦』）[8]
- 2015年度
  - 第24回釜日映画賞：美術賞（『暗殺』）[9]
  - 第35回韓国映画評論家協会賞：技術賞（『暗殺』）[10]
  - 第36回青龍映画賞：美術賞（『国際市場で逢いましょう』）[11]
- 2016年度
  - 第69回カンヌ国際映画祭：バルカン賞（『お嬢さん』）[1][4]
  - 第42回ロサンゼルス映画批評家協会賞：美術賞（『お嬢さん』）[1]
  - 第29回シカゴ映画批評家協会賞：美術賞（『お嬢さん』）[1]
  - 第15回サンフランシスコ映画批評家協会賞：美術賞（『お嬢さん』）[1]
  - 第13回セントルイス映画批評家協会賞：美術賞（『お嬢さん』）[1]
  - 第1回シアトル映画批評家協会賞：美術賞（『お嬢さん』）
  - 国際シネフィル協会賞：美術賞（『お嬢さん』）[12]
  - インターナショナル・オンライン・シネマ・アワード：美術賞（『お嬢さん』）
  - 第23回クロトゥルーディス賞：美術賞（『お嬢さん』）[13]
  - 第11回アジア・フィルム・アワード：美術賞（『お嬢さん』）[14]
  - 第37回青龍映画賞：美術賞（『お嬢さん』）[3]
  - 第25回釜日映画賞：美術賞（『お嬢さん』）[15]